# Stekanäs

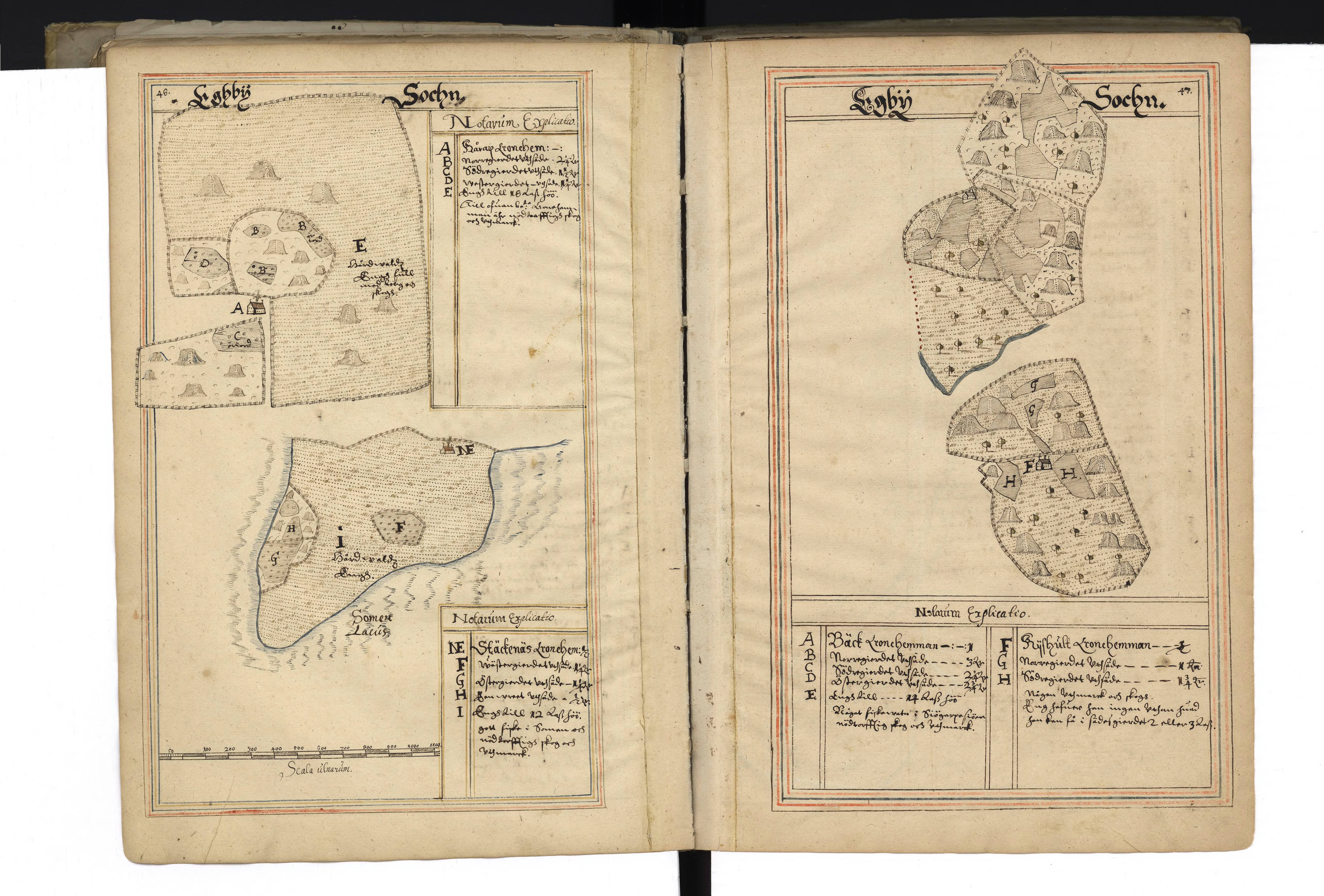
Karta över Stekanäs, år 1638.

Stekanäs är en gård från åtminstone 1600-talet i Ekeby socken, Boxholms kommun, belägen vid sjön Sommen.

## Historik
Stekanäs är en gård från åtminstone 1638 i Ekeby socken, Boxholms kommun som bestod av 1⁄2 hemman. Den ägdes på 1940-talet av bröderna Gunnar Johansson och Arvid Johansson.

## Byggnader
Den nuvarande huvudbyggnaden uppfördes på 1850-talet och ekonomibyggaden på 1900-talet.

### Backstugor och torp
På gården har det även funnits ett flertal torp och backstugor vid namn Bergslund, Fällorna, Hagalund och Brostugan. Torpmärkningar utfördes på Bergslund och Fällorna 1969.